# Geissorhiza brehmii
Geissorhiza brehmii là một loài thực vật có hoa trong họ Diên vĩ. Loài này được Eckl. ex Klatt miêu tả khoa học đầu tiên năm 1866.